# يو إف سي 253
يو إف سي 253: أديسانيا ضد كوستا (بالإنجليزية: UFC 253: Adesanya vs Costa)‏ كان حدثًا لفنون القتال المختلطة نظمته بطولة القتال النهائي، وأُقيم في 27 سبتمبر 2020 في جزيرة ياس في أبوظبي بالإمارات العربية المتحدة.

## الجوائز الإضافية
حصل المقاتلون على مكافآت بقيمة 50،000 دولار.
- قتال الليلة: براندون رويفال ضد كاي قرة فرانس
- أداء الليلة: إسرائيل أديسانيا ويان بلاهوفيتش